# Bathycongrus retrotinctus
Bathycongrus retrotinctus is een  straalvinnige vissensoort uit de familie van zeepalingen (Congridae). De wetenschappelijke naam van de soort is voor het eerst geldig gepubliceerd in 1901 door Jordan & Snyder.
De soort staat op de Rode Lijst van de IUCN als Onzeker, beoordelingsjaar 2009.